# Natur und Technik
Das Unterrichtsfach Natur und Technik (kurz NuT) wurde in den letzten Jahren in die Unterrichtsangebote für die Unterstufe von vielen Schulen aufgenommen und schließt inhaltlich an den Sachkundeunterricht der Grundschule an.

## Allgemeines
Es handelt sich bei Natur und Technik um kein „Fach“ im klassischen Sinne, da es keine speziell ausgebildeten Fachlehrer mit entsprechendem Hochschulstudium für Natur und Technik gibt, sondern von Lehrkräften der naturwissenschaftlichen Fachschaften und Informatik unterrichtet wird.

## Lernziele und -inhalte
Die Lehrpläne stecken grundsätzlich in Stichpunkten nur die Grenzen der Lerninhalte ab.
Ziel ist die Forderung und Förderung neuer Fähigkeiten, insbesondere auch von Teamfähigkeit, Kreativität, Neugierde, Hinterfragen, konstruktiver Kritik, Planung und Präsentation. Im Vordergrund des schülerorientierten Unterrichts stehen das Erarbeiten von Fragestellungen und Hypothesen, das praktische, naturwissenschaftliche Arbeiten sowie selbständiges Experimentieren unter Einbeziehung moderner Verfahren der Informationstechnologie.
Die Themenbereiche in Natur und Technik sind Physik, Chemie, Informatik, Biologie und naturwissenschaftliche Arbeitsmethoden im Allgemeinen, wobei die Schulen teilweise selbst entscheiden können, welcher Themenbereich wann unterrichtet werden soll.